# FC Rapid București
FC Rapid Bucureşti (normalt bare kendt som Rapid Bukarest) er en rumænsk fodboldklub fra hovedstaden Bukarest. Klubben spiller i landets bedste liga, Liga I, og har hjemmebane på stadionet Stadionul Giuleşti. Klubben blev grundlagt den 25. juni 1923 og har siden da vundet tre rumænske mesterskaber og 13 pokaltitler.

## Titler
- Rumænske Liga (3): 1967, 1999, 2003

- Rumænske Pokalturnering (13): 1935, 1937, 1938, 1939, 1940, 1941, 1942, 1972, 1975, 1998, 2002, 2006, 2007

## Kendte spillere
- Ioan Viorel Ganea
- Daniel Pancu
- Răzvan Raţ
- Daniel Niculae

## Danske spillere
- Ingen